# Ле Пан, Жан-Батист
Жан-Батист Ле Пан (фр. Jean-Baptiste Le Paon; 15 марта 1738, Париж — 27 мая, 1785, Париж) — французский живописец батального жанра, бывший военный, известный своими картинами с изображениями батальных сцен.

## Биография
Об этом художнике известно крайне мало. Известно, что вначале он был кавалерийским офицером, но затем оставил военную карьеру, чтобы посвятить себя живописи. Благодаря своему дяде он смог учиться у известного живописца-баталиста Франческо Казановы.
Жан-Батист Ле Пан жил в Париже до 1742 года, пока его отец не приобрел поместье недалеко от Суассона. Позднее Ле Пан стал главным художником героя Семилетней войны, войны Луи Жозефа, принца Конде, и украсил Бурбонский дворец, который был куплен королевской семьей, батальными сценами.
Мемориал Лафайета в Проспект-парке в Бруклине, Нью-Йорк, был выполнен по картине маркиза Лафайета в Йорктауне, созданной Ле Паном. Картина в настоящее время находится в постоянной коллекции колледжа Лафайета в Истоне, штат Пенсильвания.

## Галерея

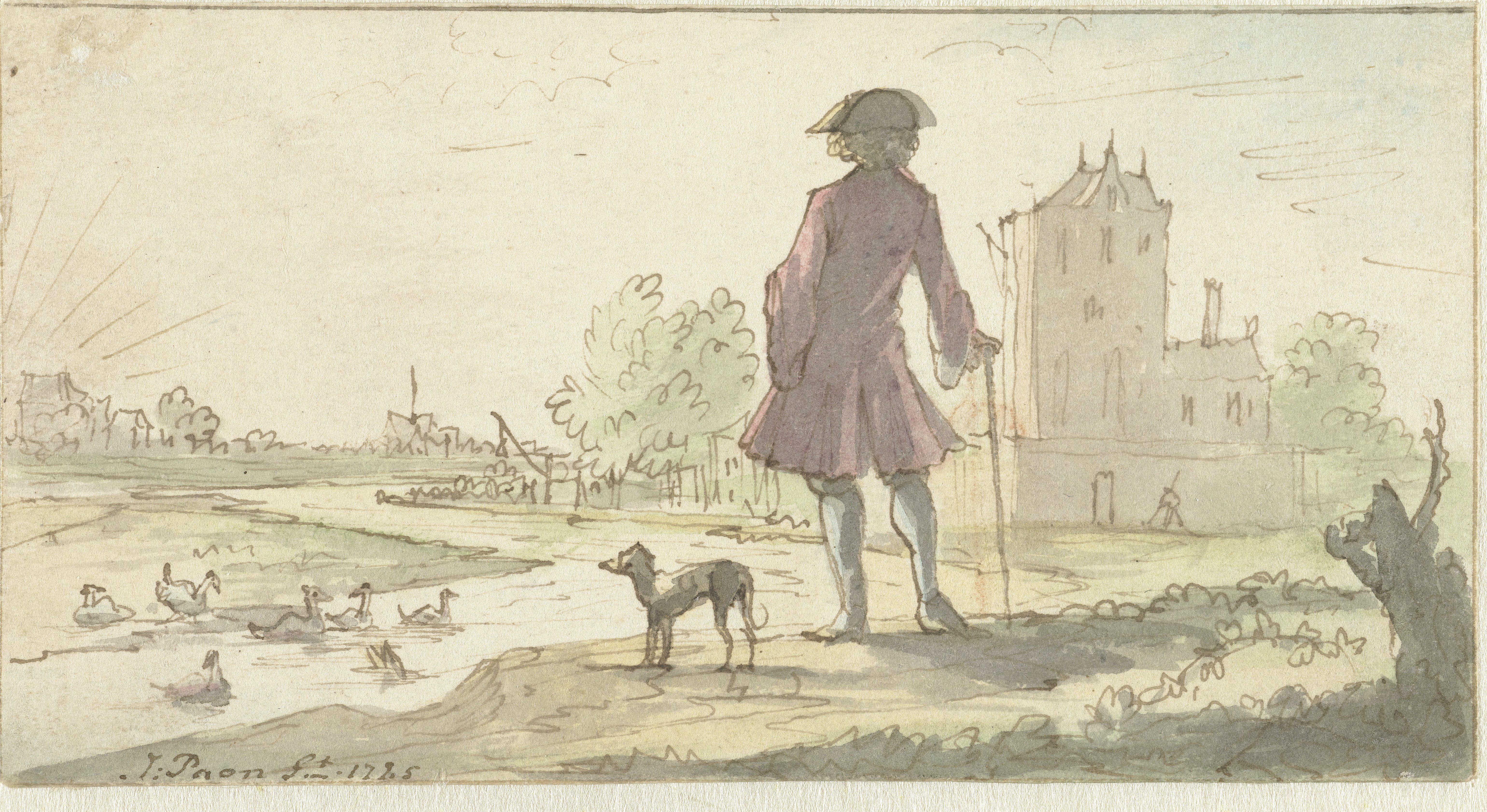
Человек с собакой у воды. Между 1682 и 1708. Бумага, акварель, тушь, перо, кисть. Рейксмюсеум, Амстердам
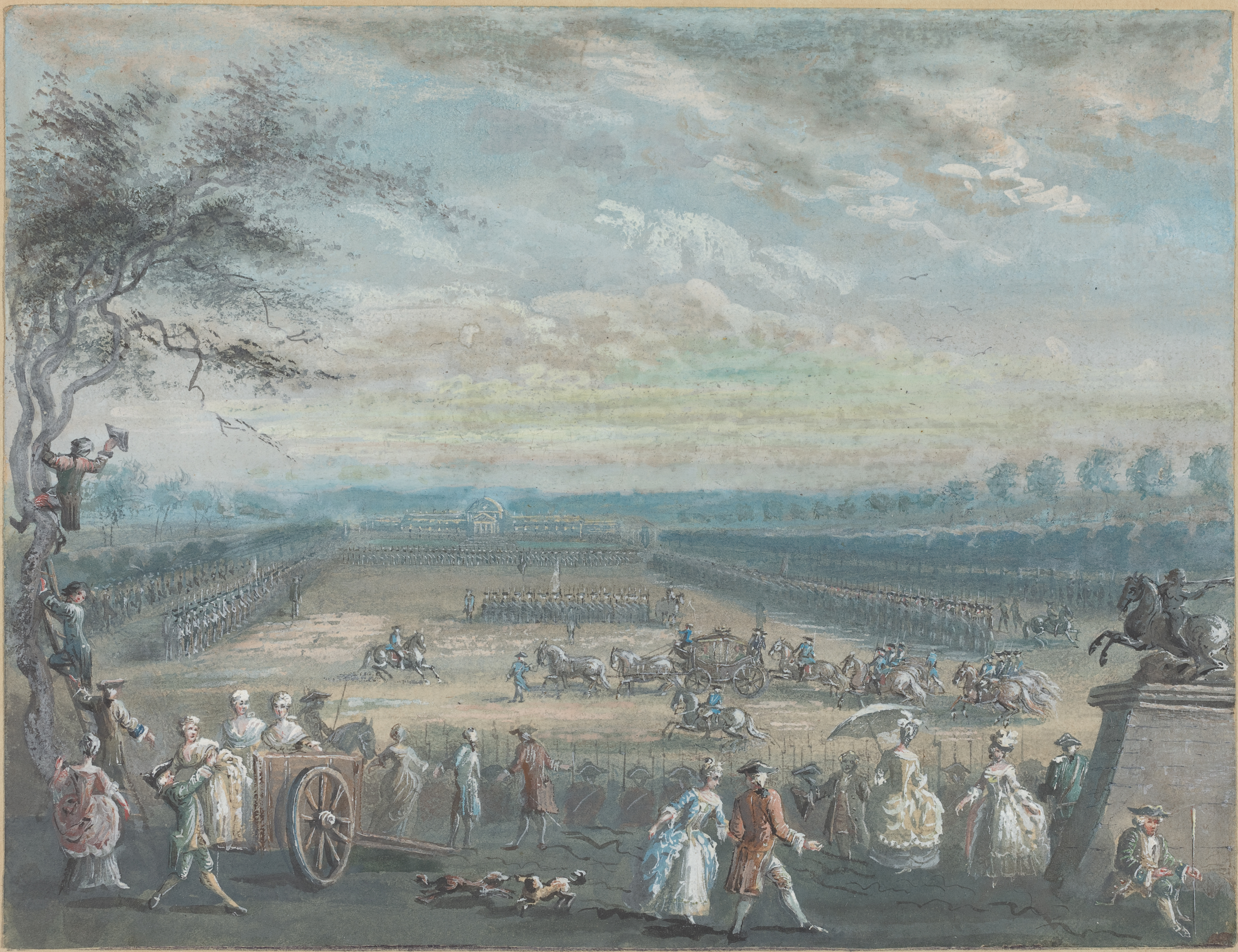
Вид Марсова поля. 1773. Картон, гуашь. Национальная галерея искусства, Вашингтон
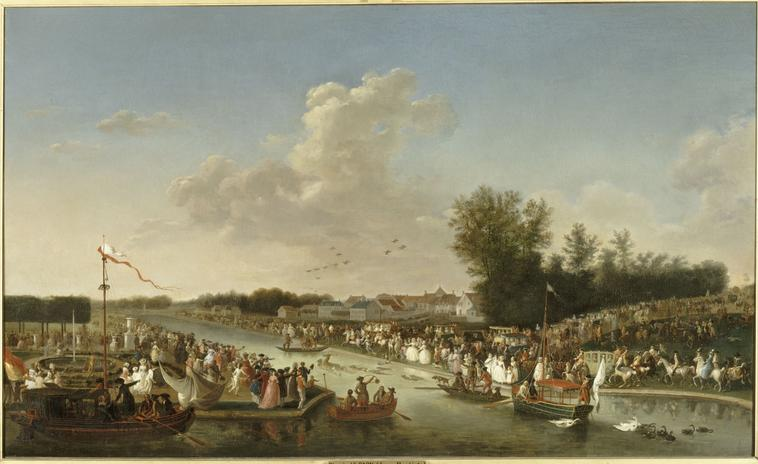
Охота на оленей в 1782 году в большом парке Шантийи. Между 1875 и 1900. Холст, масло. Музей Конде, Шантийи
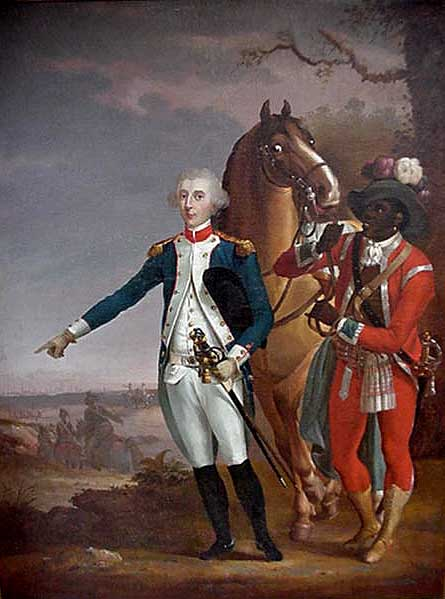
Армистед и Лафайет. 1783. Холст, масло. Художественное собрание Колледжа Лафайета. Истон, США
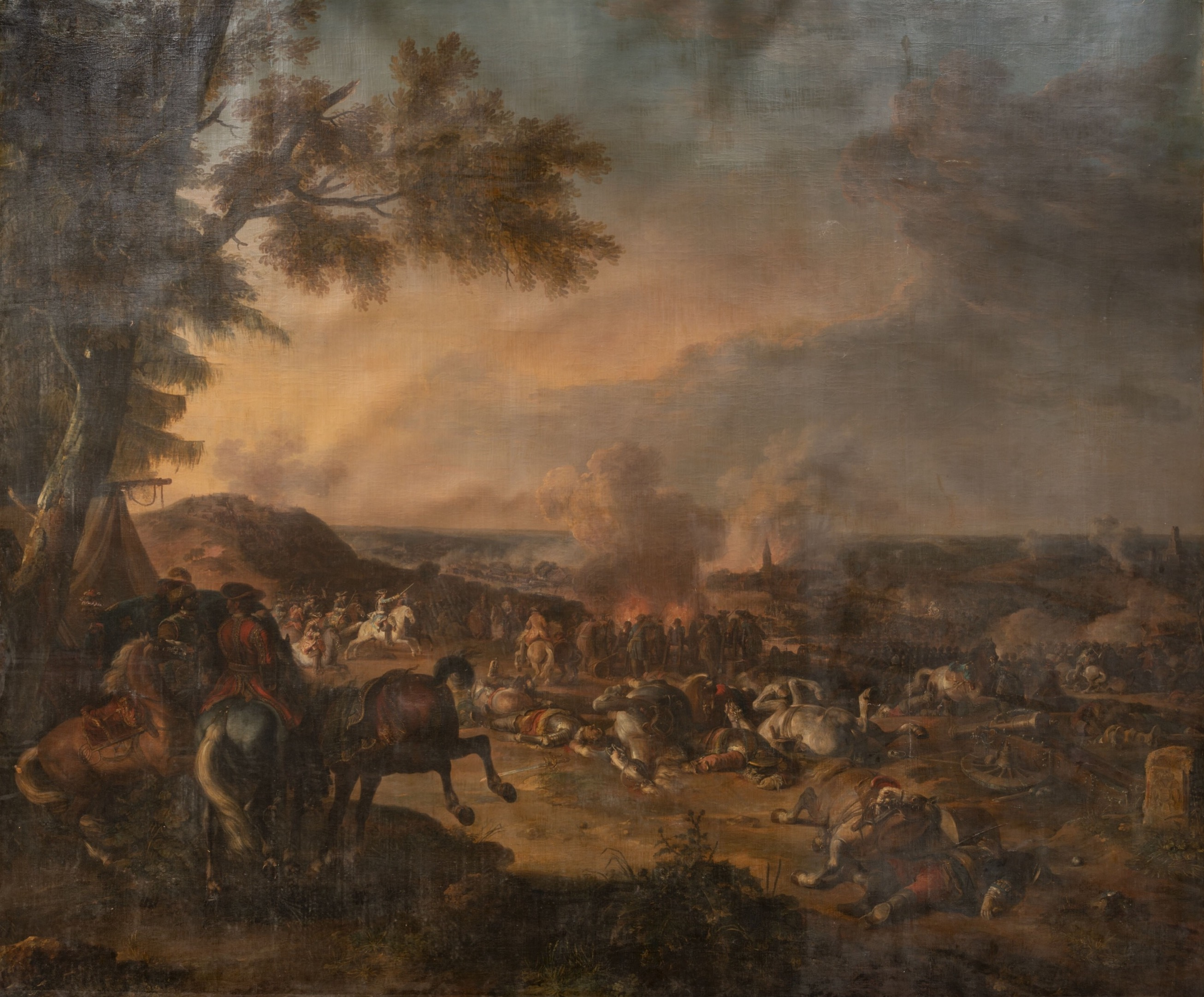
Битва при Нордлингене 3 августа 1645 года между французской и имперской армиями. Между 1756 и 1785. Холст, масло. Версаль
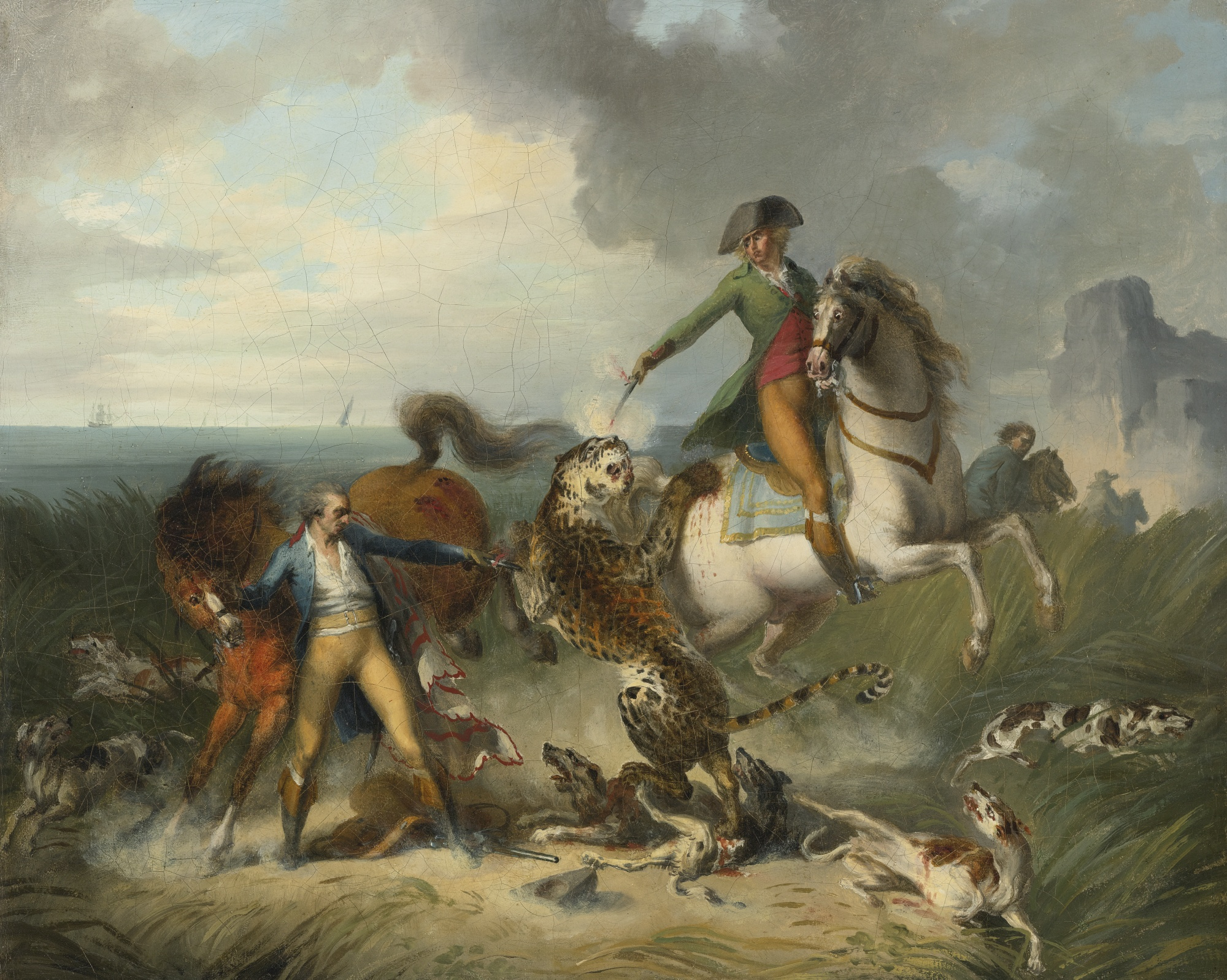
Принц Нассауский и кавалер д'Орезон сражаются с ягуаром на побережье Аргентины. Холст, масло. Частное собрание